# 기러기 (드라마)
《기러기》는 1972년 4월 19일부터 1972년 8월 29일까지 방영된 MBC 일일연속극이다.

## 등장 인물

### 주요 인물
- 김성옥 : 박신구 역
- 홍세미 : 권윤경 역

### 그 외 인물
- 도금봉
- 장민호
- 최불암
- 양정화
- 김호정
- 김관수
- 정규택
- 김영애